# Tetragnatha geniculata
Tetragnatha geniculata este o specie de păianjeni din genul Tetragnatha, familia Tetragnathidae, descrisă de Karsch, 1891. Conform Catalogue of Life specia Tetragnatha geniculata nu are subspecii cunoscute.